# 寄居町 (新潟市)
寄居町（よりいちょう）は、新潟県新潟市中央区の町字。丁番を持たない単独町名であり、住居表示未実施区域。郵便番号は951-8113。

## 概要
1883年（明治16年）から現在までの町名で、かつて存在した「寄居白山外新田」の区域の一部。1883年（明治16年）に、幕末からの地名である寄居白山外新田から改称した。町名は、旧町名にちなむ。

### 隣接する町字
北から東回り順に、以下の町字と隣接する。
- 東大畑通
- 西堀通
- 営所通
- 下旭町

## 歴史

### 分立した町字
1889年（明治22年）以後に、以下の町字が分立。
旭町通（あさひまちどおり）
明治元年に寄居白山外新田の一部地域から分立。
裏浜町（うらはまちょう）
1879年(明治12年)に分立。1883年(明治16年)に廃止。
営所通（えいしょどおり）
1879年(明治12年)に分立。
学校裏町（がっこううらまち）
1879年(明治12年)に分立。
北大畑町（きたおおはたちょう）
1879年(明治12年)に分立。
北浜通（きたはまどおり）
1879年(明治12年)に分立。1～2番町がある。
北横堀町（きたよこぼりちょう）
1879年(明治12年)に分立。1883年(明治16年)に廃止。
下旭町（しもあさひまち）
1879年(明治12年)に「下朝日町（しもあさひまち）」として分立。1883年(明治16年)に下旭町に改称。
田中町（たなかまち）
1879年(明治12年)に分立。
寺裏北町（てらうらきたまち）
1879年(明治12年)に分立。1883年(明治16年)に廃止。
寺裏通（てらうらどおり）
1879年(明治12年)に分立。1～2番町がある。
寺裏中町（てらうらなかまち）
1879年(明治12年)に分立。1883年(明治16年)に廃止。
寺裏南町（てらうらみなみまち）
1879年(明治12年)に分立。1883年(明治16年)に廃止。
中大畑町（なかおおはたちょう）
1879年(明治12年)に分立。
中横堀町（なかよこぼりちょう）
1879年(明治12年)に分立。1883年(明治16年)に廃止。
西大畑町（にしおおはたちょう）
1879年（明治12年）に新潟町の町域改変に伴い寄居白山外新田の一部地域から起立。町名は旧大字による。
西中町（にしなかまち）
1879年(明治12年)に「西中通（にしなかどおり）1～3番町」として分立。1883年(明治16年)に西中町に改称。
東大畑通（ひがしおおはたどおり）
1879年(明治12年)に「東大畑町（ひがしおおはたちょう）」として分立。1883年(明治16年)に東大畑通に改称。
東中通（ひがしなかどおり）
1879年(明治12年)に分立。
南大畑町（みなみおおはたちょう）
1879年(明治12年)に分立。
南浜通（みなみはまどおり）
1879年(明治12年)に分立。1～2番町がある。
南横堀町（みなみよこぼりちょう）
1879年(明治12年)に分立。
横朝日町（よこあさひまち）
1879年(明治12年)に分立。1883年(明治16年)に廃止。

### 町字の変遷
| 1872年 （明治元年）以前 | 1872年 （明治元年） | 1879年 （明治12年） | 1883年 （明治16年） | 1889年 （明治22年） | 1927年 （昭和2年） |
| ----------------------- | ------------------- | ------------------- | ------------------- | ------------------- | ------------------ |
| 寄居白山外新田          | 寄居白山外新田      | 寄居白山外新田      | 寄居白山外新田      | 寄居町              | 寄居町             |
| 寄居白山外新田          | 旭町通              | 旭町通              | 旭町通              | 旭町通              | 旭町通             |
| 寄居白山外新田          | 旭町通              | 旭町通              | 旭町通              | 旭町通              | 水道町             |
| 寄居白山外新田          | 寄居白山外新田      | 学校裏町            | 学校裏町            | 学校裏町            | 学校裏町           |
| 寄居白山外新田          | 寄居白山外新田      | 南横堀町            |                     |                     |                    |
| 寄居白山外新田          | 寄居白山外新田      | 中横堀町            | 廃止                | 廃止                | 廃止               |
| 寄居白山外新田          | 寄居白山外新田      | 北横堀町            | 廃止                | 廃止                | 廃止               |
| 寄居白山外新田          | 寄居白山外新田      | 寺裏南町            | 廃止                | 廃止                | 廃止               |
| 寄居白山外新田          | 寄居白山外新田      | 寺裏中町            | 廃止                | 廃止                | 廃止               |
| 寄居白山外新田          | 寄居白山外新田      | 寺裏北町            | 廃止                | 廃止                | 廃止               |
| 寄居白山外新田          | 寄居白山外新田      | 横朝日町            | 廃止                | 廃止                | 廃止               |
| 寄居白山外新田          | 寄居白山外新田      | 裏浜町              | 廃止                | 廃止                | 廃止               |
| 寄居白山外新田          | 寄居白山外新田      | 寺裏通              |                     |                     |                    |
| 寄居白山外新田          | 寄居白山外新田      | 東中通              |                     |                     |                    |
| 寄居白山外新田          | 寄居白山外新田      | 下朝日町            | 下旭町              | 下旭町              | 下旭町             |
| 寄居白山外新田          | 寄居白山外新田      | 営所通              |                     |                     |                    |
| 寄居白山外新田          | 寄居白山外新田      | 西中通              | 西中町              | 西中町              | 西中町             |
| 寄居白山外新田          | 寄居白山外新田      | 中大畑町            |                     |                     |                    |
| 寄居白山外新田          | 寄居白山外新田      | 南大畑町            |                     |                     |                    |
| 寄居白山外新田          | 寄居白山外新田      | 北大畑町            |                     |                     |                    |
| 寄居白山外新田          | 寄居白山外新田      | 東大畑町            | 東大畑通            | 東大畑通            | 東大畑通           |
| 寄居白山外新田          | 寄居白山外新田      | 西大畑町            | 西大畑町            | 西大畑町            | 西大畑町           |
| 寄居白山外新田          | 寄居白山外新田      | 西大畑町            | 西大畑町            | 西大畑町            | 二葉町             |
| 寄居白山外新田          | 寄居白山外新田      | 田中町              | 田中町              | 田中町              | 二葉町             |
| 寄居白山外新田          | 寄居白山外新田      | 田中町              | 田中町              | 田中町              | 田中町             |
| 寄居白山外新田          | 寄居白山外新田      | 南浜通              |                     |                     |                    |
| 寄居白山外新田          | 寄居白山外新田      | 北浜通              |                     |                     |                    |

### 年表
- 1845年（弘化2年） : 寄居村が新潟奉行支配下となり、寄居白山外新田と改称する。
- 1872年（明治元年） : 一部から旭町通が分立。
- 1879年（明治12年）4月9日 : 寄居白山外新田が「新潟区」に編入される。
- 1883年（明治16年） : 寄居白山外新田から寄居町に改称。
- 1889年（明治22年）4月1日 : 新潟区の市制施行により新潟市の町丁となる。
- 2007年（平成19年）4月1日 : 新潟市の政令指定都市移行により、中央区の町丁となる。

## 世帯数と人口
2018年（平成30年）1月31日現在の世帯数と人口は以下の通りである。
| 町丁   | 世帯数  | 人口  |
| ------ | ------- | ----- |
| 寄居町 | 306世帯 | 608人 |

## 小・中学校の学区
市立小・中学校に通う場合、学区は以下の通りとなる。
| 番地 | 小学校             | 中学校             |
| ---- | ------------------ | ------------------ |
| 全域 | 新潟市立新潟小学校 | 新潟市立寄居中学校 |

## 主な企業・施設
- 新潟中央警察署
- 日本銀行 新潟支店

## 観光
オギノ通り（オギノどおり）
オギノ式を開発した荻野久作医師に因む。